# Йеменски протести (2011)
Йеменските протести от 2011 са протести, следващи Тунизийското въстание, Египетската революция и други Арабски протести в началото на 2011 година. Протестиращите се борят срещу безработицата, икономическата ситуация и корупцията, както и намеренията на правителството да промени конституцията, но по-късно искат и оставката на президента Али Абдула Салех.
На 27 януари, над 16 000 протестиращи правят демонстрация в Сана. На 2 февруари, президентът обявява, че няма да се кандидатира за следващите избори през 2013, и че няма да предаде властта на своя син. На 3 февруари, други 20 000 души протестират в Аден, докато войници и членове на партията правят про-правителствена демонстрация в Сана.

## Протести

### Средата на януари
Хиляди души протестират на улиците в Сана от средата на януари 2011, за да искат промяна на правителството. Протестите „изглежда че са първото голямо предизвикателство“ за управлението на президента Али Абдула Салех. Протестиращите го сравняват със сваления туниски президент Зин ал Абидин бен Али, като вземат предвид корупцията на правителството. Протестите се разпростират в много градове в северната и южната част на Йемен, главно заради плановете на правителството да промени конституцията, намирайки ги за недостатъчни, и заради безработицата и икономическите условия. Протестите на 20 януари включват хиляди хора в Таиз. Протестите в Аден са на 18, 19 и 20 януари, като на тях се изгарят автомобилни гуми и се блокират пътища. Поне 7 души, цивилни и военни, са ранени. Двама от протестиращите се появяват в Университета в Сана с лозунг: „Напуснете преди да бъдете принудени да напуснете“, което Reuters интерпретира като критика към „автократичните арабски лидери, включително Али Абдула Салех“.

### След 27 януари
Поне 16 000 протестират на 27 януари в Сана. След като правителството съобщава за намеренията си за политически реформи, протестиращите отказват целите им като недостатъчни да гарантират, че Салех или сина му няма да продължат да управляват. Правят се опити да се постигне плавна промяна, вместо революция като тази в Тунис.
На 29 януари протестиращите в Сана искат напускането на Салех. Те скандират „Али, напусни, напусни“ и „Тунис напусна, Египет напусна и Йемен е в близкото бъдеще“.

### Февруари
3 февруари е обявен за „Ден на ярост“.
Според Xinhua News, организаторите призовават за един милион протестиращи. Предишния ден, МВР съобщава, че важна цел за сигурността на протестите е да се осигури следене на „подозрителните“, влизащи в големите градове.
Протестиращите са около 20 000 души.
До обяд на 12 февруари, поне 4000 протестиращи се събират в Сана, пазени от 5000 полицаи.
Нови 2000 души протестират на 13 февруари. Около хиляда от тях влизат в сблъсък с полицията, опитвайки се да достигнат президентския дворец, скандирайки „Йеменския народ иска падането на режима“. На другия ден протестната вълна започва от Университета в Сана, наред с друга, про-правителствена демонстрация. Въпреки опитите на полицията да избегне сблъсъци, са известени няколко случая на ранени. Арестуваните са 23. Сблъсъците продължават и на 15 февруари, когато 3000 протестиращи са нападнати от около 2000 подкрепящи правителството.
На 16 февруари 500 души протестират в Аден. Двама са застреляни от полицията, а в Сана стотици протестиращи студенти са нападнати от поддръжници на президента с камъни, палки и ножове.
Около 2000 души се изправят едни срещу други на ул. „Ал Рабат“ в Сана по обяд на 17 февруари. Почти всички протестиращи носят наметала и ленти за глава. Полицията пристига над час по-късно и изстрелва предупредителни сигнали във въздуха докато всички протестиращи напускат района. До вечерта има още сблъсъци между поддръжници на Али Абдула Салех и протестиращи.
Група влиятелни духовници от Йемен призовават за формирането на обединено правителство, което дава възможност на опозицията да вземе участие в ключови министерства, както и за избори след 6 месеца. Те съобщават, че Йемен може да избегне повече кръвопролития, подобно на Египет и Тунис.
На 18 февруари, десет хиляди души протестират в Таиз, Сана и Аден за „Петък на гнева“. Полицията убива трима души в Сана в опит да овладее тълпата, заплашваща президентския дворец. В Таиз граната убива друг протестиращ. В Аден много сгради са подпалени от протестиращите, а полицията убива един човек.
На 19 февруари протестите продължават. Няколко души са ранени в сблъсъци с поддръжниците на президента, пет ранени от огнестрелно оръжие, три от тях сериозно, и трима са ранени когато демонстранти нападат с камъни. Същевременно между 200 и 300 про-правителствени демонстранти призовават за открит диалог.

### След 20 февруари
На 21 февруари някои племена идват от Архаб, Нахм, Анис, Шаблар и Абиан за да подкрепят протестиращите. Същевременно тийнейджър е убит и четири души – ранени в сблъсък с войници на пристанището в Аден. Йеменските духовници определят използването на оръжие срещу тълпата като „престъпление“, и изискват край на арестите и тормоза.
Антиправителствени демонстранти в Йемен продължават да протестират и на 22 февруари. Автомобил, принадлежащ на поддръжник на Салех, е изгорен. Пет студенти са ранени, а един е убит при нов сблъсък с проправителствено настроените протестиращи.
В Аден, 12 души умират за една седмица. Училища, магазини и правителствени учреждения са затворени и стотици се събират да протестират. От двете страни има изказвания за примирие, когато е устроен палатков лагер на площада в града.
На 23 февруари 8 депутати от управляващата партия напускат като протест срещу насилието. Президента на Йемен заповядва службите за сигурност да защитават протестиращите.